# São Francisco FC (Santarém)
São Francisco FC  is een Braziliaanse voetbalclub uit Santarém in de staat Pará.

## Geschiedenis
De club werd in 1929 opgericht. In 1998 speelde de club voor het eerst in de hoogte klasse van het Campeonato Paraense. Datzelfde jaar kwalificeerde de club zich voor de Série C en plaatste zich voor de tweede ronde die ze verloren na penalty's van São Raimundo de Manaus. In 2001 degradeerde de club uit de staatscompetitie.
In 2012 speelde de club opnieuw in de hoogste klasse en bereikte in het tweede toernooi de halve finale, die ze verloren van Remo. Het volgende seizoen speelde de club de halve finale van het eerst toernooi, die ze zwaar verloren van Paysandu. Ook in 2014 verloor de club van Paysandu. In 2016 won de club het tweede toernooi en speelde daardoor voor het eerst om de staatstitel. De club verloor de finale met 2-1 van Paysandu, maar mocht wel deelnemen aan de Série D van dat jaar. De club werd in de groepsfase al uitgeschakeld. In 2017 degradeerde de club uit de staatscompetitie, maar kon na één seizoen terugkeren.